# Dardanos (Stadt)
Koordinaten: 40° 5′ 6,7″ N, 26° 22′ 6,5″ O

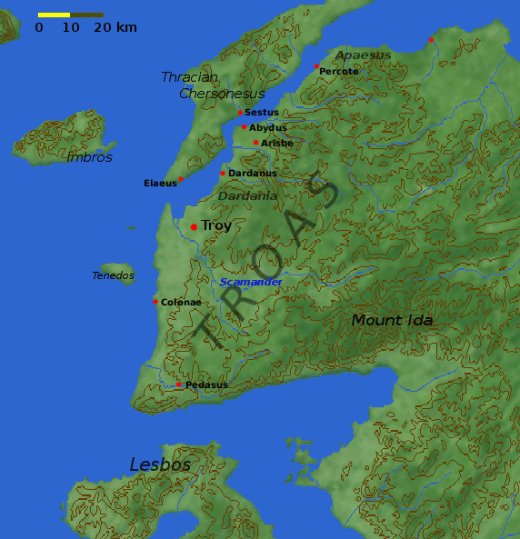
Lage von Dardanos in der Troas

Dardanos (auch Dardania) war eine antike griechische Stadt der Troas am asiatischen Ufer des Hellesponts. Sie lag 70 Stadien südlich der Stadt Abydos nahe bei Ilion auf dem heutigen Hügel Maltepe oder Sehitlik Batarya, 9 Kilometer südlich von Çanakkale (Stadt). Von Dardanos erhielten die Dardanellen ihren Namen.
Vermutlich wurde die Stadt im 6. Jahrhundert v. Chr. von Äolern gegründet. Schon früh begann man in der Stadt mit einer eigenen Münzprägung, zu den ersten Prägungen gehörten Elektron-Statere. Während des Ionischen Aufstandes wurde die Stadt von den Persern erobert. Während des Krieges zwischen Athen und Sparta erlitten die Spartaner in den Gewässern vor der Stadt eine verheerende Niederlage gegen den Attisch-Delischen Seebund.
In hellenistischer Zeit stand Dardanos kurzzeitig unter der Kontrolle der Nachbarstadt Abydos. Während der Auseinandersetzungen zwischen den Römern und Antiochos III. ergriffen die Dardaner die Partei der Römer, die auch an der Küste in der Nähe der Stadt ihr Lager aufschlugen. Zum Dank erklärten die Römer Dardanos 188 v. Chr. zur civitas libera, zur freien Stadt. 84 v. Chr. trafen in der Stadt Sulla und Mithridates VI. zusammen, um über ein Ende des 1. Mithridatischen Krieges zu verhandeln.
Die Stadt bestand bis in byzantinische Zeit. Seit dem 5. Jahrhundert ist ein Bistum bezeugt, darauf geht das Titularbistum Dardanus zurück. Im Mittelalter wurde sie aufgegeben und diente als Steinbruch. Archäologen konnten nur noch vereinzelte Keramik- und Münzfunde machen. Der bis heute bedeutendste Fund war ein 1959 einen Kilometer südlich der Stadt gefundener Grabhügel, der reiche Beigaben enthielt (Dardanos Tumulus). Zahlreiche Funde aus diesem Tumulus sind im Troya Müzesi ausgestellt.
Während des Ersten Weltkrieges wurde das einstige Stadtgebiet zum Schauplatz erbitterter Kämpfe (Schlacht um die Dardanellen), hiervon zeugen noch Reste der türkischen Küstenbatterien und andere militärische Hinterlassenschaften.